# 塞贡扎诺
塞贡扎诺（義大利語：Segonzano），是意大利特伦托自治省的一个市镇。总面积20平方公里，人口1550人，人口密度77.5人/平方公里（2009年）。ISTAT代码为022172。